# Harmonices Mundi

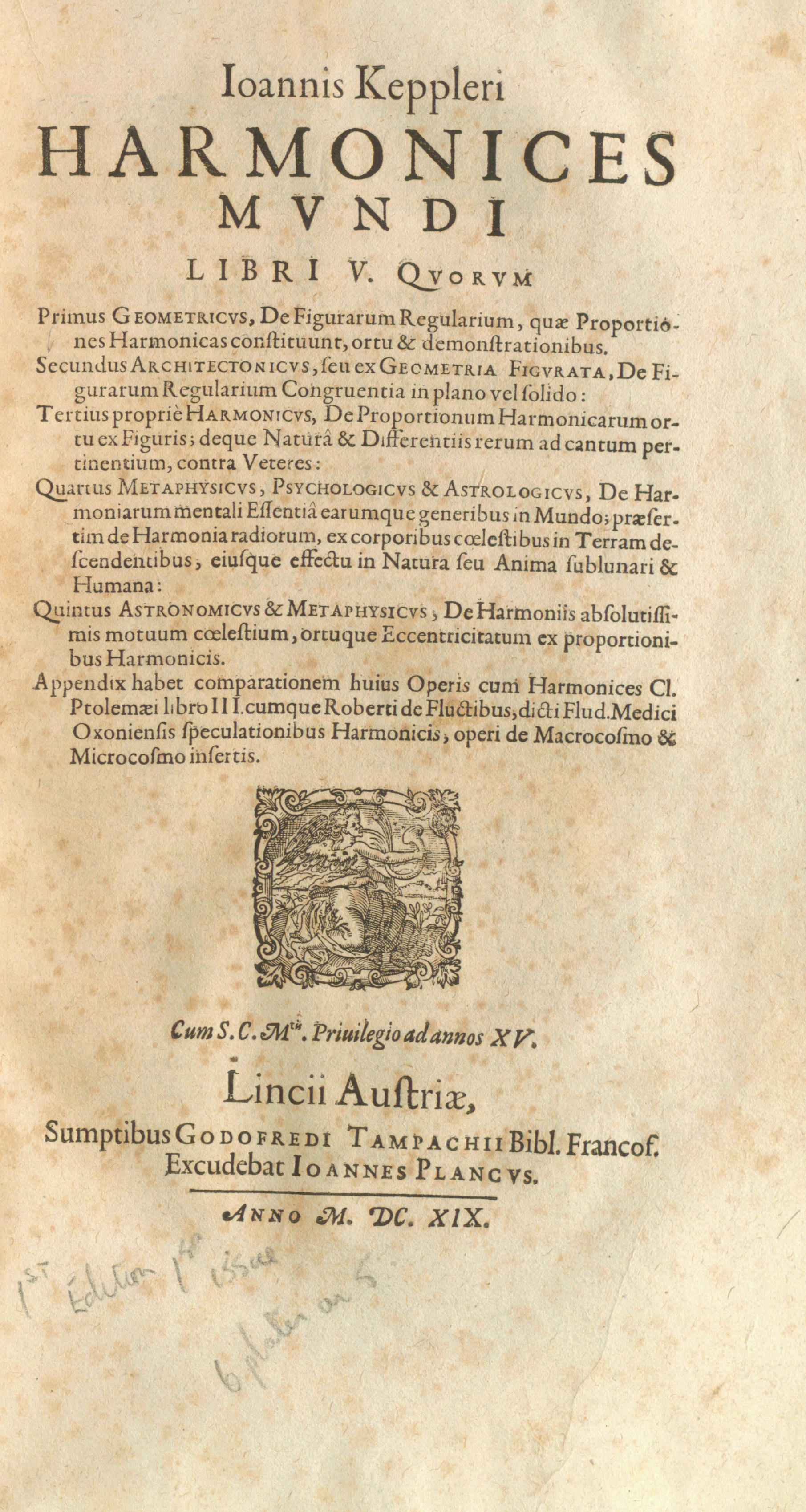
Primeira edição de 1619

Harmonices Mundi (em latim: Harmonia do Mundo) é um livro escrito por Johannes Kepler na cidade de Linz. O livro contém a primeira formulação da terceira lei do movimento planetário.
Em Harmonices mundi, Kepler tenta explicar os movimentos planetários com base em um modelo geométrico de proporções entre diferentes poliedros, relacionando-os com escalas musicais. Nesta obra, ele mostra suas tentativas de fixar as órbitas dos planetas dentro de poliedros perfeitos ou sólidos platônicos, assim como havia feito em uma obra anterior: Mysterium Cosmographicum. Para sua grande decepção, a teoria nunca funcionou e depois de tê-la exposto em longas páginas nesta obra, ele finalmente a abandona, mostrando que é incompatível com as observações e leis do movimento planetário deduzidas por ele em Astronomia nova e Harmonices Mundi. Kepler tentou descrever esses movimentos postulando uma força semelhante ao magnetismo que ele pensava emanar do Sol.
Kepler expôs neste trabalho sua teoria de que cada planeta produz um tom musical durante sua revolução ao redor do Sol e que a frequência do tom varia com a velocidade angular dos planetas medida em relação ao Sol. Alguns planetas produzem notas musicais constantes, pois por exemplo, a Terra varia apenas um semitom com uma proporção de 16:15 ou equivalentemente a diferença entre uma nota mi e um fa entre seu afélio e seu periélio e Vênus varia em um intervalo menor de 25:24.
Em momentos muito raros, todos os planetas podem se tocar em perfeita harmonia. Kepler propôs que isso poderia ter acontecido apenas uma vez na história, talvez na época da Criação.
Em um livro anterior, Astronomia nova, Kepler havia escrito as duas primeiras leis do movimento planetário. A terceira lei, que afirma que o cubo da distância média do planeta ao Sol é proporcional ao quadrado de seu período orbital, apareceu pela primeira vez no capítulo 5 deste livro após uma longa discussão sobre astrologia.